# Sebastián Spreng
Sebastián Spreng (Esperanza, Provincia de Santa Fe, 6 de abril de 1956) es un artista plástico argentino de formación autodidacta que también ejerce el periodismo en función de comentador y crítico de música clásica. Desciende por línea materna del colonizador Theodor Rossler, del grupo de 200 familias suizo-alemanas que en 1856 fundaron la primera colonia agrícola argentina, y por esa vía también está emparentado con el escritor Eduardo Gudiño Kieffer (1935-2002).

## Trayectoria

### Argentina
Los lineamientos básicos de la obra temprana de Sebastian Spreng se originan en imágenes de la infancia transcurrida entre el paisaje de la llanura argentina (la Pampa) y la Costa Atlántica Argentina cercana a la ciudad de Mar del Plata donde residió entre 1966 y 1971 para ser atendido como paciente de SMA (una variante de Distrofia muscular juvenil).
Establecido en Buenos Aires, en 1974 fue invitado a participar en la exhibición grupal Pintores de Esperanza en la Fundación Lowe que marcó el inicio de su trayectoria profesional. A raíz de críticas elogiosas de los críticos Córdoba Iturburu y Miguel Brascó.
El año siguiente es invitado a una primera muestra individual en la Galería Martina Céspedes del distrito porteño de San Telmo, galería que manejó su obra durante años llevando a cabo numerosas exposiciones individuales. Es seleccionado entre los «10 jóvenes del año» por la Cámara Junior Internacional sede Argentina y en 1976, el crítico César Magrini escribe en el diario El Cronista Comercial: «No creo equivocarme en afirmar que Sebastián Spreng es uno de los nombres más importantes de la generación a la cual pertenece».

### Estados Unidos
En la década de los ochenta se establece en Miami (Florida) incorporando a su obra la autobiográfica figura de un nadador solitario. Desde 1988, expone regularmente en ciudades de Estados Unidos (Seattle, Atlanta, Boston, Dallas, Miami) y de otros países: Múnich, Essen, Düsseldorf, Tokio, Toronto, Caracas, Panamá y Buenos Aires (1986, 1987 y 1989).
En 2002 participó en la exhibición Artistas Latinoamericanos en Florida en el Palazzo Mediceo de Seravezza en Toscana, Italia.
Ha recibido el Award of Merit del Hortt Memorial del Museo de Arte de Fort Lauderdale y el Personal Achievement Award del Estado de Florida de la MDA. Ha participado en varias ferias de arte internacionales (Art Miami, Arteaméricas Artfair, Arte BA, Red Dot Artfair, TIAF, etc) y en la exposición Paraíso perdido (Paradise Lost) en el Lowe-Art Museum de la Universidad de Miami (University of Miami).
En 1995 fue comisionado por el departamento de Arte en Lugares Públicos (Metro-Dade Art in Public Places) para una instalación en la sede gubernamental de Miami en tributo a George Armitage, pionero por los derechos de los discapacitados. Sus obras integran colecciones públicas y privadas. Obras subastadas en Christie's, New York fueron incluidas en el libro Latin American Art at Auction de Susan Theran.
En 2012 fue nombrado uno de los «100 latinos de Miami».
Sebastian Spreng trabaja en pintura al óleo sobre lienzos texturados aplicando sucesivas capas de pigmentos transparentes, en su mayoría en pequeño formato dispuestas en polípticos. La música denota fuerte influencia en su obra y varias exhibiciones han sido íntegramente basadas en estructuras musicales: las series Liederkreis(Ciclo de canciones) (2007, 2008), Ring Landscapes (inspirado en El anillo de los nibelungos de Richard Wagner) (2005), Sinfonietta (1992), Impromptus (1992), Chamber Music (1995, 1996, 2004) y Reverberaciones (Reverberations, de 1999).
Poseen obras suyas colecciones públicas y privadas de América, Europa y Asia.
En el año 2009 su obra Daphne fue escogida para ser incluida en el libro Speak for the trees junto a 70 artistas internacionales, entre ellos, Christo, David Hockney, Yōko Ono, April Gornik, Zadok Ben-David.
Fue designado "Artista visual del 2013" del Festival Music@Menlo en Menlo Park, California.
En 2015 recibió el Premio Dr. Sanford and Beatrice Ziff por su contribución a las artes en el Sur de la Florida otorgado por Classical South Florida y en 2018 como Premio Embajador del Mainly Mozart Festival de Miami.
En 2017 fue galardonado como "Knight Champion of the Arts" por la John S. and James L. Knight Foundation y en mayo de 2018 tuvo su primera exposición individual en museo realizada en el Lowe-Art Museum de la Universidad de Miami sobre el tema La destrucción de Dresden integrada por sesenta dibujos en iPad transferidos a planchas de aluminio donde la crítica Adriana Herrera escribe "...ciertamente ha logrado verter en sus impresiones digitales la fuerza lírica del sentimiento y la épica de los relatos míticos que servían de fuente a sus parajes al óleo, e impregnarlos ahora con el drama de los paisajes de guerra que evocan los bombardeos sobre poblaciones inermes. Porque Dresden abarca “de Guernica a Alepo”..."

## Música y pintura

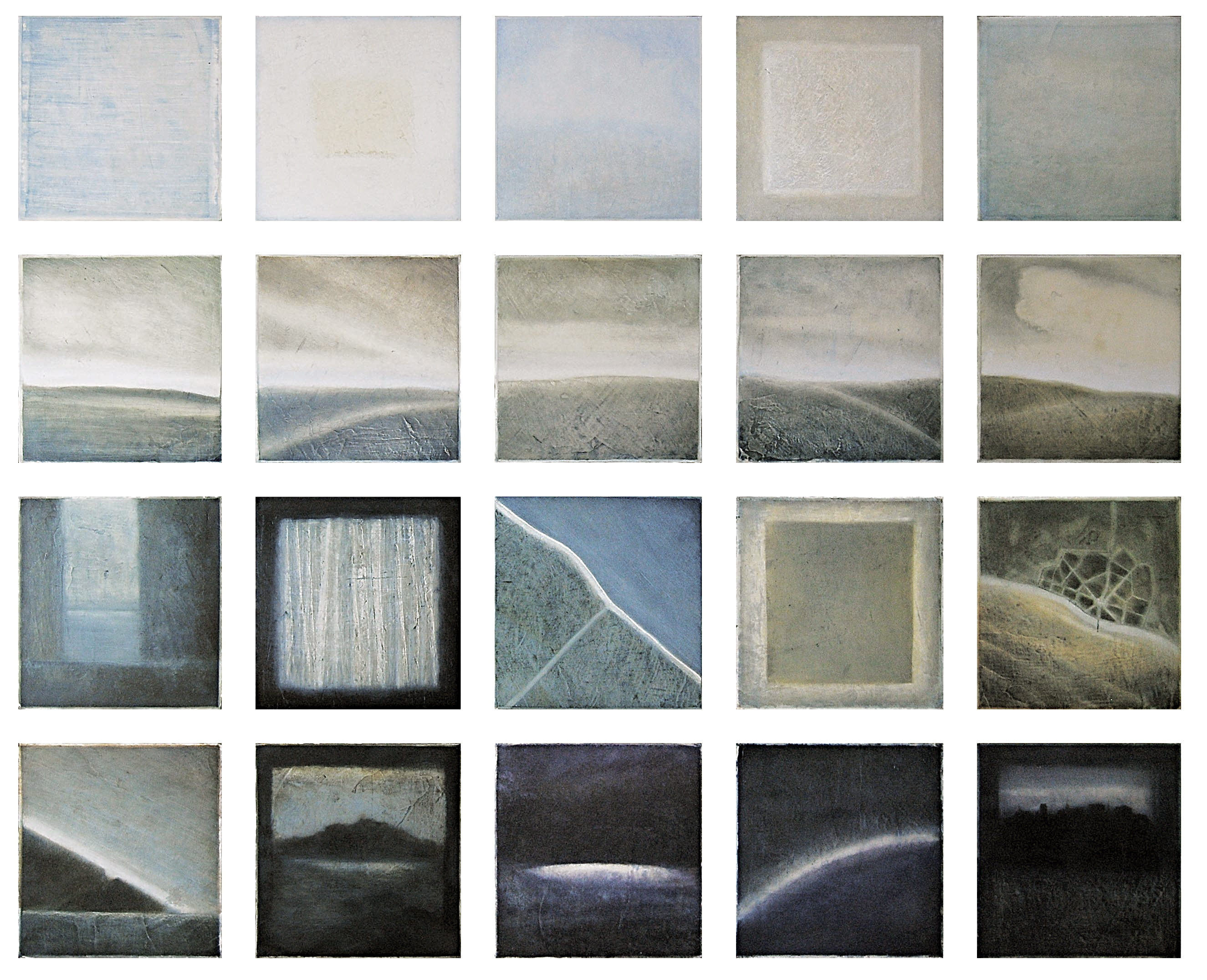
Delicate Balance Políptico (Colección privada).

Por sus connotaciones musicales sus trabajos pictóricos han sido seleccionados para ilustrar programas de la Orquesta Filarmónica de Florida, la New World Symphony de Miami Beach, la Florida Grand Opera de Miami, la Florida Youth Orchestra y como portadas para, entre otras, obras de Arvo Pärt(CD ganador del Premio Grammy 2007 en su categoría), Ildebrando Pizzetti y Henryk Górecki en registros de los sellos Harmonia Mundi y Telarc.
Otros trabajos lo han mostrado en la faceta de Ilustrador, diseñador gráfico y escenógrafo para la puesta en escena de El águila de dos cabezas de Jean Cocteau con Miguel Ángel Solá y Bárbara Mujica (Buenos Aires, 1978).

## Periodismo musical
Desde 1988, colabora en diarios y publicaciones de música clásica desempeñándose como cronista, crítico y entrevistador de personalidades del quehacer musical erudito destacándose las realizadas al compositor Luciano Berio, el director Harold Prince, las sopranos Barbara Hendricks, Renata Scotto, Deborah Voigt, Dawn Upshaw, Christine Brewer, Helen Donath, la mezzosoprano Anne Sofie von Otter, Bernarda Fink, el barítono Thomas Hampson, el bajo Luca Pisaroni, los violinistas Pinchas Zukerman, Joshua Bell y Gil Shaham, los pianistas Evgeny Kissin, John Browning, Javier Perianes, Benjamin Grosvenor, los chelistas David Finckel, Amid Peled, Joshua Roman, Sol Gabetta y los directores de orquesta Michael Tilson Thomas, James Judd, Nicholas McGegan, Pablo Heras Casado y Donald Runnicles. Fue corresponsal extranjero de la Revista CLASICA de Buenos Aires(1988-2002) y colabora entre otras con Ámbito Financiero, Tiempo Argentino, Opera News, The Classical Review, The Miami Herald, El Nuevo Herald, Buenos Aires Herald, etc. Es miembro de la Sociedad de Críticos Musicales de Estados Unidos.

## Valoración crítica
Según la crítica y curadora Lilia Fontana, «al recontextualizar las pampas en una imagen onírica americana, Spreng es un minimalista que combina el aislamiento de Hopper con los campos de color de Mark Rothko logrando una imagen tan inconfundible como original».
La doctora Carol Damian ―crítica de arte y directora del Museo Frost de la Florida International University (FIU)― agrega: «Spreng trasciende lo pictórico para crear una visión de sublime imaginación, que evoca las fantasías de Ia leyenda antigua. Spreng entiende Ia delicada relación entre Ia experiencia y Ia imaginación y Ia lleva a su obra».